# Carezzano
Carezzano é uma comuna italiana da região do Piemonte, província de Alexandria, com cerca de 449 habitantes. Estende-se por uma área de 10,31 km², tendo uma densidade populacional de 44 hab/km². Faz fronteira com Cassano Spinola, Castellania, Costa Vescovato, Paderna, Sant'Agata Fossili, Tortona, Villalvernia.

## Demografia
| Variação demográfica do município entre 1861 e 2011                               |
|                                                                                   |
| Fonte: Istituto Nazionale di Statistica (ISTAT) - Elaboração gráfica da Wikipedia |